# Tino Boos
Pour les articles homonymes, voir Boos.
Tino Boos (né le 10 avril 1975 à Düsseldorf, en Rhénanie-du-Nord-Westphalie en Allemagne de l'Ouest) est un joueur allemand de hockey sur glace.

## Carrière professionnelle
Boos a commencé sa carrière professionnelle lors de la saison 1992/1993 avec le Düsseldorfer EG, équipe qui termina championne d'Allemagne cette saison-là. À la fin de la saison suivante, n'ayant été titularisé que treize fois avec Düsseldorf, Boos prit la décision de signer avec les Kassel Huskies, où il devint l'un des cadres de l'équipe. Pendant ses six saisons à Cassel, le plus grand succès obtenu par l'équipe fut une place en finale du championnat en 1997, finale perdue contre Mannheim.
En 2000, il quitta Cassel et signa un contrat avec les Kölner Haie. Lors de la saison 2001-2002, Boos put fêter son premier titre avec les Haie : Cologne remporta le championnat d'Allemagne, battant Mannheim en finale par 3 parties à 2.
Boos fait partie des joueurs allemands les plus réguliers de la DEL : en 2006, il est devenu le troisième joueur à disputer 600 matchs de DEL. Il assume depuis 2002 la fonction de capitaine assistant avec les Haie. Il a remporté la DEL 2010 avec les Hannover Scorpions.

## Statistiques
| Saison    | Équipe               | Ligue |    | Saison régulière | Saison régulière | Saison régulière | Saison régulière | Saison régulière |   | Séries éliminatoires | Séries éliminatoires | Séries éliminatoires | Séries éliminatoires | Séries éliminatoires |
| Saison    | Équipe               | Ligue | PJ | B                | A                | Pts              | Pun              | PJ               | B | A                    | Pts                  | Pun                  |                      |                      |
| 1993-1994 | DEG Metro Stars      | DEL   | 13 | 0                | 2                | 2                | 6                | -                | - | -                    | -                    | -                    |                      |                      |
| 1994-1995 | Kassel Huskies       | DEL   | 39 | 2                | 5                | 7                | 10               | 9                | 0 | 1                    | 1                    | 0                    |                      |                      |
| 1995-1996 | Kassel Huskies       | DEL   | 35 | 2                | 2                | 4                | 16               | -                | - | -                    | -                    | -                    |                      |                      |
| 1996-1997 | Kassel Huskies       | DEL   | 49 | 4                | 7                | 11               | 57               | -                | - | -                    | -                    | -                    |                      |                      |
| 1997-1998 | Kassel Huskies       | DEL   | 41 | 4                | 8                | 12               | 64               | -                | - | -                    | -                    | -                    |                      |                      |
| 1998-1999 | Kassel Huskies       | DEL   | 52 | 8                | 15               | 23               | 40               | -                | - | -                    | -                    | -                    |                      |                      |
| 1999-2000 | Kassel Huskies       | DEL   | 40 | 5                | 4                | 9                | 64               | 8                | 2 | 2                    | 4                    | 4                    |                      |                      |
| 2000-2001 | Kölner Haie          | DEL   | 57 | 9                | 11               | 20               | 16               | 3                | 0 | 0                    | 0                    | 2                    |                      |                      |
| 2001-2002 | Kölner Haie          | DEL   | 59 | 3                | 13               | 16               | 77               | 12               | 0 | 0                    | 0                    | 8                    |                      |                      |
| 2002-2003 | Kölner Haie          | DEL   | 50 | 10               | 10               | 20               | 74               | 15               | 3 | 3                    | 6                    | 8                    |                      |                      |
| 2003-2004 | Kölner Haie          | DEL   | 42 | 13               | 13               | 26               | 26               | -                | - | -                    | -                    | -                    |                      |                      |
| 2004-2005 | Kölner Haie          | DEL   | 46 | 10               | 25               | 35               | 63               | 6                | 1 | 0                    | 1                    | 33                   |                      |                      |
| 2005-2006 | Kölner Haie          | DEL   | 48 | 11               | 14               | 25               | 77               | 3                | 0 | 1                    | 1                    | 31                   |                      |                      |
| 2006-2007 | Kölner Haie          | DEL   | 47 | 6                | 12               | 18               | 125              | 9                | 0 | 2                    | 2                    | 12                   |                      |                      |
| 2007-2008 | Scorpions de Hanovre | DEL   | 50 | 15               | 23               | 38               | 66               | 3                | 0 | 2                    | 2                    | 0                    |                      |                      |
| 2008-2009 | Scorpions de Hanovre | DEL   | 43 | 9                | 12               | 21               | 67               | 11               | 1 | 3                    | 4                    | 6                    |                      |                      |
| 2009-2010 | Scorpions de Hanovre | DEL   | 39 | 3                | 7                | 10               | 44               | 11               | 2 | 4                    | 6                    | 8                    |                      |                      |
| 2010-2011 | Scorpions de Hanovre | DEL   | 11 | 1                | 1                | 2                | 4                | 4                | 0 | 0                    | 0                    | 12                   |                      |                      |
| 2011-2012 | Kölner Haie          | DEL   | 38 | 1                | 2                | 3                | 32               | 6                | 1 | 0                    | 1                    | 0                    |                      |                      |
| 2012-2013 | DEG Metro Stars      | DEL   | 2  | 0                | 0                | 0                | 0                | -                | - | -                    | -                    | -                    |                      |                      |

### Équipe nationale
Boos a porté 92 fois le maillot de l'équipe d'Allemagne, marquant 19 buts et 14 assistances. Il a participé aux Jeux olympiques d'hiver de 2006 à Turin ainsi qu'à six Championnats du monde : en 1999 (groupe B), 2000 (groupe B), 2003, 2004, 2005 et 2006 (division I) et à la Coupe du monde de 2004. En raison d'une blessure, il dut toutefois renoncer au Championnat du monde de 2001 organisé à domicile en Allemagne.